# 27 січня
27 січня — 27-й день року в григоріанському календарі. До кінця року залишається 338 днів (339 днів — у високосні роки).

## Свята і пам'ятні дні

### Міжнародні
- ООН: Міжнародний день пам'яті жертв Голокосту

### Релігійні

#### Західне християнство
- Пам'ять святих Анджели Мерічі[en], Девото, Енріке де Оссо і Сервелло[en] та Пауля Йозефа Нардіні[en].

#### Східне християнство[1]
- Перенесення мощей святителя Івана Золотоустого.

## Іменини
✝  Католицькі: Анджела, Девото, Енріке, Йозеф, Пауль.
✙ Православні: Іван.

## Події
- 1302 — після захоплення Флоренції чорними гвельфами поет і політик Данте Аліг'єрі висланий з міста.
- 1527 — відбулася битва під Ольшаницею, одна з найбільших перемог над татарами русько-литовського війська під проводом князя Костянтина Острозького.
- 1705 — Петро I повелів московитам голити бороди або сплачувати на них податок.
- 1785 — заснований Університет Джорджії, найстаріший громадський університет США.
- 1859 — Оттава оголошується столицею Канади.
- 1860 — вперше опубліковано повне видання «Кобзаря» Тараса Шевченка.
- 1880 — Томас Едісон запатентував електричну лампу розжарювання.
- 1918 — початок громадянської війни у Фінляндії.
- 1918 — на екрани США вийшов фільм «Тарзан з племені мавп» з Елмо Лінкольном у головній ролі.
- 1921 — Польща визнала незалежність Литви.
- 1926 — у Лондоні шотландський винахідник Джон Лоджі Бейрд провів публічну демонстрацію пристрою для передачі і прийому телевізійного зображення — телевізора.
- 1944 — затвердження перших нагород Української повстанської армії
- 1945 — радянські війська захопили польське місто Освенцим і звільнили вцілілих в'язнів концтабору Аушвіц. Пізніше концтабір до 1949 року використовувався як радянський концтабір.
- 1967 — під час репетиції польоту на Місяць загорівся американський корабель Аполлон-1. Всі члени екіпажу, — Гас Гріссом, Едвард Гіґґінс Вайт та Роджер Чаффі загинули.
- 1967 — США, Велика Британія та Радянський Союз уклали міжнародний договір про принципи діяльності держав з дослідження і використання космічного простору.
- 1973 — у Парижі підписано угоду про виведення американських військ з В'єтнаму.
- 1983 — в Японії завершено будівництво найдовшого підводного залізничного тунелю, що проліг між островами Хонсю і Хоккайдо.
- 1992 — Зімбабве визнала незалежність України.
- 1992 — Україна встановила дипломатичні відносини з Канадою та Португалією.
- 1997 — Аслан Масхадов обраний президентом Чеченської Республіки Ічкерія.
- 2015 — початок активних боїв за Дебальцеве під час Війни на сході України.
- 2022 — стрілянина на заводі Південмаші у Дніпрі, в результаті якої загинуло 5 осіб.

## Народились
Дивись також Категорія:Народились 27 січня

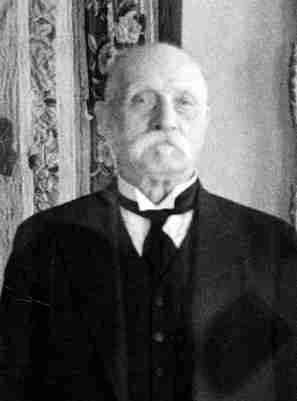
Антін Горбачевський

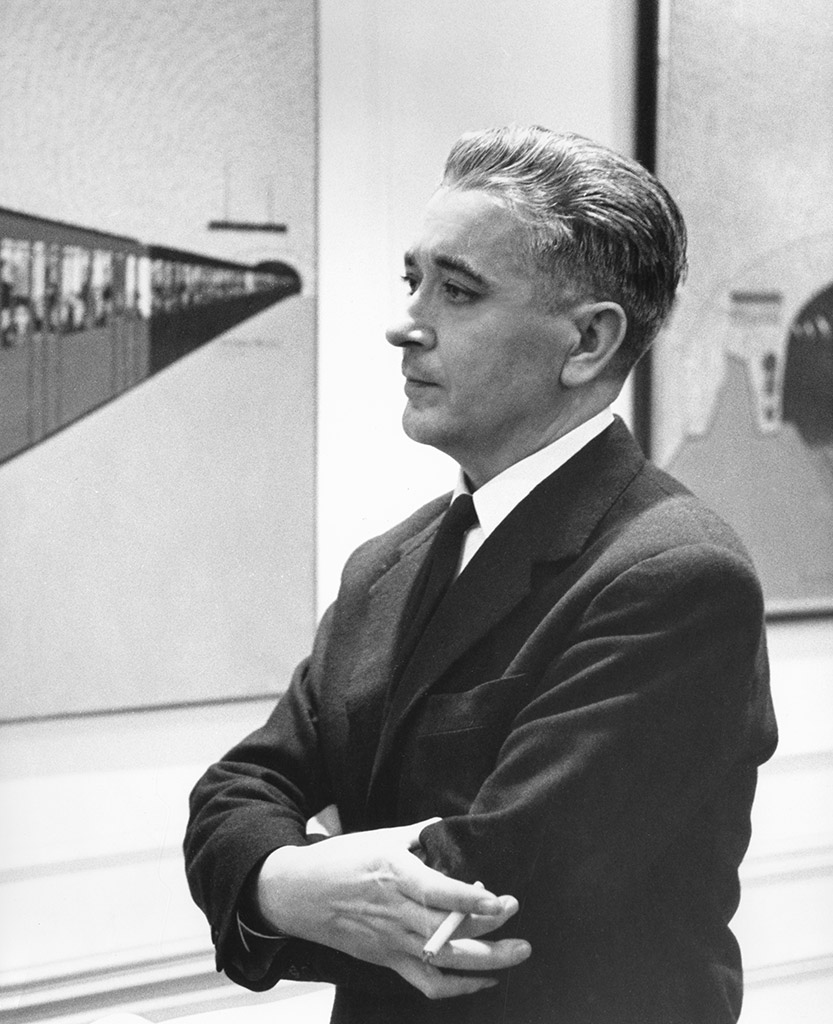
Яків Гніздовський

- 1571 — Аббас I, шах Персії з династії Сефевідів, творець централізованої держави.
- 1585 — Гендрик Аверкамп, нідерландський художник, майстер пейзажу.
- 1687 — Бальтазар Нейман, німецький архітектор доби пізнього бароко.
- 1756 — Вольфганг Амадей Моцарт, австрійський композитор, представник віденської класичної школи («Дон Жуан», «Чарівна флейта», «Весілля Фігаро»), автор понад 20 опер, 50 симфоній, фортепіанних концертів і камерних творів.
- 1775 — Фрідріх Вільгельм Шеллінґ, німецький філософ.
- 1790 — Петро Гулак-Артемовський, український поет, байкар («Пан і собака», «Солопій та Хівря», «Тюхтій та Чванько»), ректор Харківського університету (1841—1849).
- 1806 — Хуан Крізостомо Хакобо Антоніо де Арріага-і-Бальсола, іспанський композитор баскського походження. За ранню творчість іменований «баскським Моцартом». На честь Арріаги названий оперний театр в Більбао, де йому встановлено пам'ятник.
- 1814 — Ежен Віолле-ле-Дюк, французький архітектор-реставратор, мистецтвознавець і історик архітектури.
- 1823 — Едуар Лало, французький композитор.
- 1832 — Льюїс Керрол, англійський математик, письменник («Аліса в країні чудес»).
- 1836 — Леопольд фон Захер-Мазох, австрійський письменник, від його прізвища походить термін «мазохізм» (†1895).
- 1837 — Володимир Лесевич, український філософ, літературознавець, історик літератури, фольклорист, педагог і громадський діяч.
- 1839 — Павло Чубинський, український етнограф і фольклорист, автор слів Державного Гімну України (†1884).
- 1841 — Архип Куїнджі, український живописець-пейзажист, культурний діяч, педагог, меценат.
- 1850 — Джон Кольєр (художник), англійський художник, портретист, прерафаеліст.
- 1856 — Антін Горбачевський, український громадський і політичний діяч у Галичині, делеґат Національної Ради ЗУНР
- 1859 — Вільгельм II Гогенцоллерн, німецький імператор, прусський король.
- 1878 — Павло Горянський, український громадський діяч, засновник і голова Ялтинської Громади Українців, голова Малої Ради українців Криму.
- 1899 — Жуан Ребуль, іспанський скульптор.
- 1904 — Олександр Довгаль, український графік.
- 1911 — Іван Гончар, український скульптор, графік, маляр, етнограф, колекціонер.
- 1915 — Яків Гніздовський, український художник, графік, кераміст, мистецтвознавець.
- 1917 — Василь Булавський, перший обласний провідник ОУН Донеччини у жовтні-листопаді 1941, політичний референт Військового Округу УПА «Богун».
- 1924 — Рауф Денкташ, кіпріотський політик, перший президент Турецької Республіки Північного Кіпру.
- 1927 — Олекса Тихий, український дисидент і правозахисник, педагог, мовознавець, член-засновник Української гельсінської групи.
- 1932 — Борис Шахлін, український радянський спортсмен, 7-разовий олімпійський чемпіон зі спортивної гімнастики.
- 1935 — Зеновій Бабій, український і білоруський оперний співак (драматичний тенор).
- 1944 — Нік Мейсон (Nick Mason), англійський музикант, композитор, музичний продюсер, учасник гурту Pink Floyd.
- 1948 — Валерій Брайнін, поет, перекладач, есеїст, культуролог, музикознавець, музичний педагог, культур-менеджер, композитор.
- 1970 — Олександр Годинюк, український хокеїст.
- 1973 — Валентин Белькевич, білоруський та український футболіст («Динамо» Київ).
- 1979 — Розамунд Пайк, англійська актриса.

## Померли

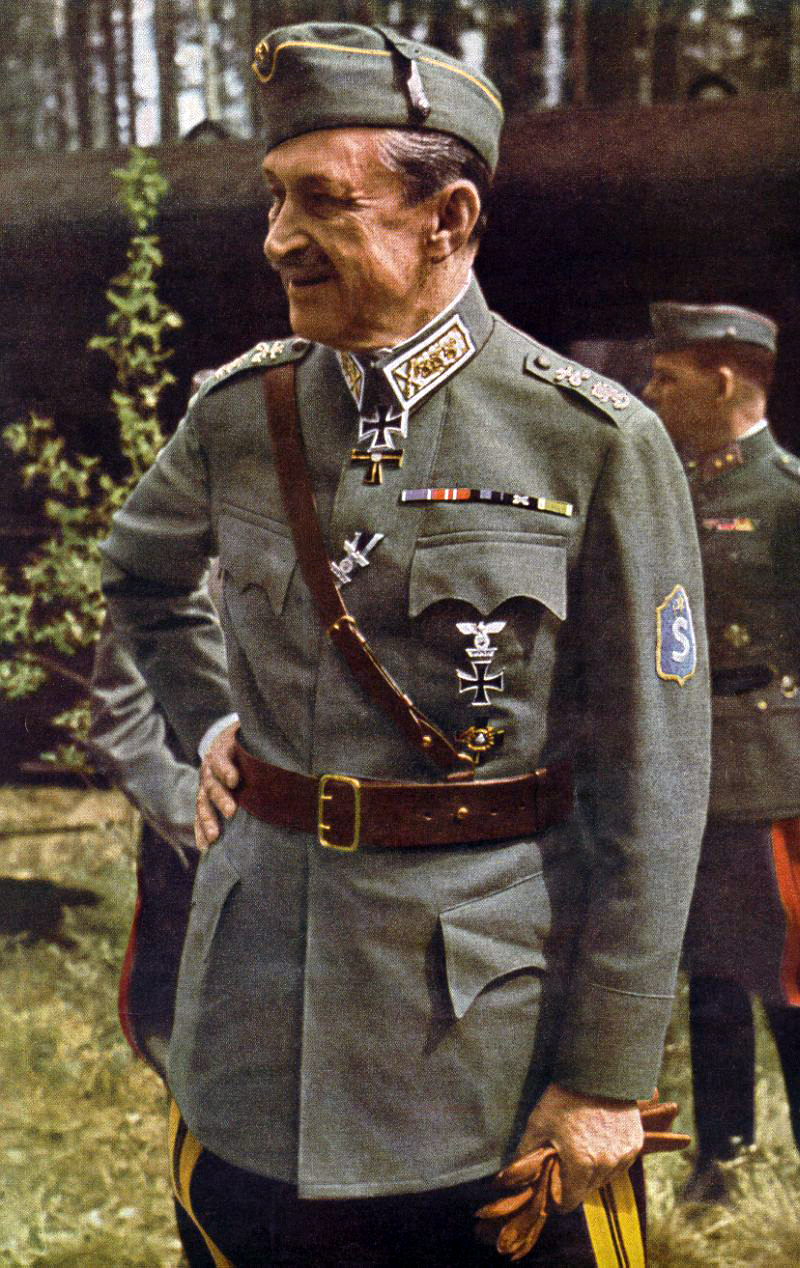
Карл Маннергейм

Дивись також Категорія:Померли 27 січня
- 98 — Нерва, римський імператор, засновник династії Антонінів.
- 457 — Маркіан, імператор східної частини Римської імперії.
- 1142 — Юе Фей, китайський військовий діяч, поет часів династії Сун.
- 1377 — Федеріго III, король Сицилійського королівства.
- 1490 — Асікаґа Йосімаса, 8-й сьоґун сьоґунату Муроматі.
- 1592 — Джованні Паоло Ломаццо, італійський художник і теоретик мистецтва, представник міланського маньєризму.
- 1651 — Абрагам Блумарт, нідерландський художник.
- 1732 — Бартоломео Крістофорі, італійський музичний майстер. Винахідник фортепіано.
- 1806 — Вільям Пітт, британський політик.
- 1814 — Йоганн Ґотліб Фіхте, німецький філософ, представник німецької класичної філософії.
- 1850 — Йоганн Готтфрід Шадов, німецький скульптор, автор квадриги з богинею Перемоги на Бранденбурзьких воротах у Берліні.
- 1851 — Джон Джеймс Одюбон, американський натураліст, орнітолог і художник-анімаліст, автор праці «Птахи Америки».
- 1901 — Сергій Грушевський, український професор, педагог, організатор народної освіти, публіцист, меценат, батько Михайла Грушевського.
- 1901 — Джузеппе Верді, італійський композитор («Ріголетто», «Трубадур», «Травіата», «Аїда»).
- 1922 — Неллі Блай, американська журналістка, письменниця, засновниця жанру пригодницької журналістики.
- 1940 — Ісак Бабель, радянський письменник єврейського походження з України.
- 1951 — Карл Маннергейм, державний та військовий діяч Фінляндії.
- 1983 — Луї де Фюнес, французький кіноактор.
- 2006 — Йоганнес Рау, німецький політик, Федеральний президент Німеччини.
- 2003 — Сергій Заремба, український історик.
- 2007 — Камалешвар, індійський письменник, кіносценарист.
- 2008 — Сухарто, індонезійський політик, президент Індонезії в 1966—1998 роках.
- 2009 — Джон Апдайк, американський письменник.
- 2010 — Джером Девід Селінджер, американський письменник.
- 2014 — Піт Сіґер, американський естрадний співак, громадський активіст.
- 2022 — Рене де Обальдія, французький прозаїк і драматург.